# Dvořiště (Leština)
Dvořiště (německy Dworschischt) je malá vesnice, část obce Leština v okrese Ústí nad Orlicí. Nachází se asi jeden kilometr severně od Leštiny. Prochází zde silnice II/357. Dvořiště leží v katastrálním území Doubravice u Leštiny o výměře 4,03 km².

## Historie
První písemná zmínka o Dvořišti pochází z roku 1559, kdy vesnice patřila k novohradskému panství.

## Galerie

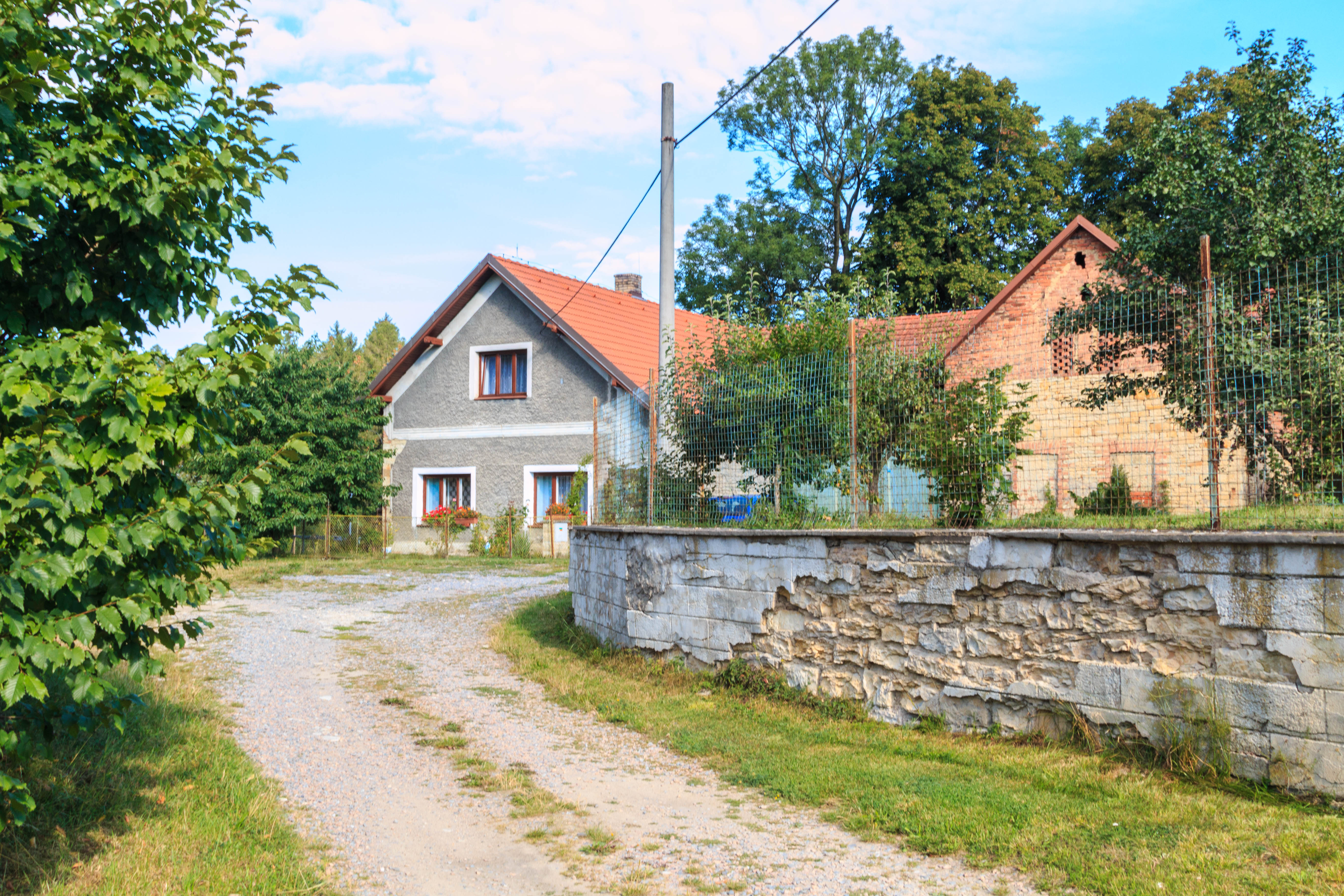
Dům čp. 16
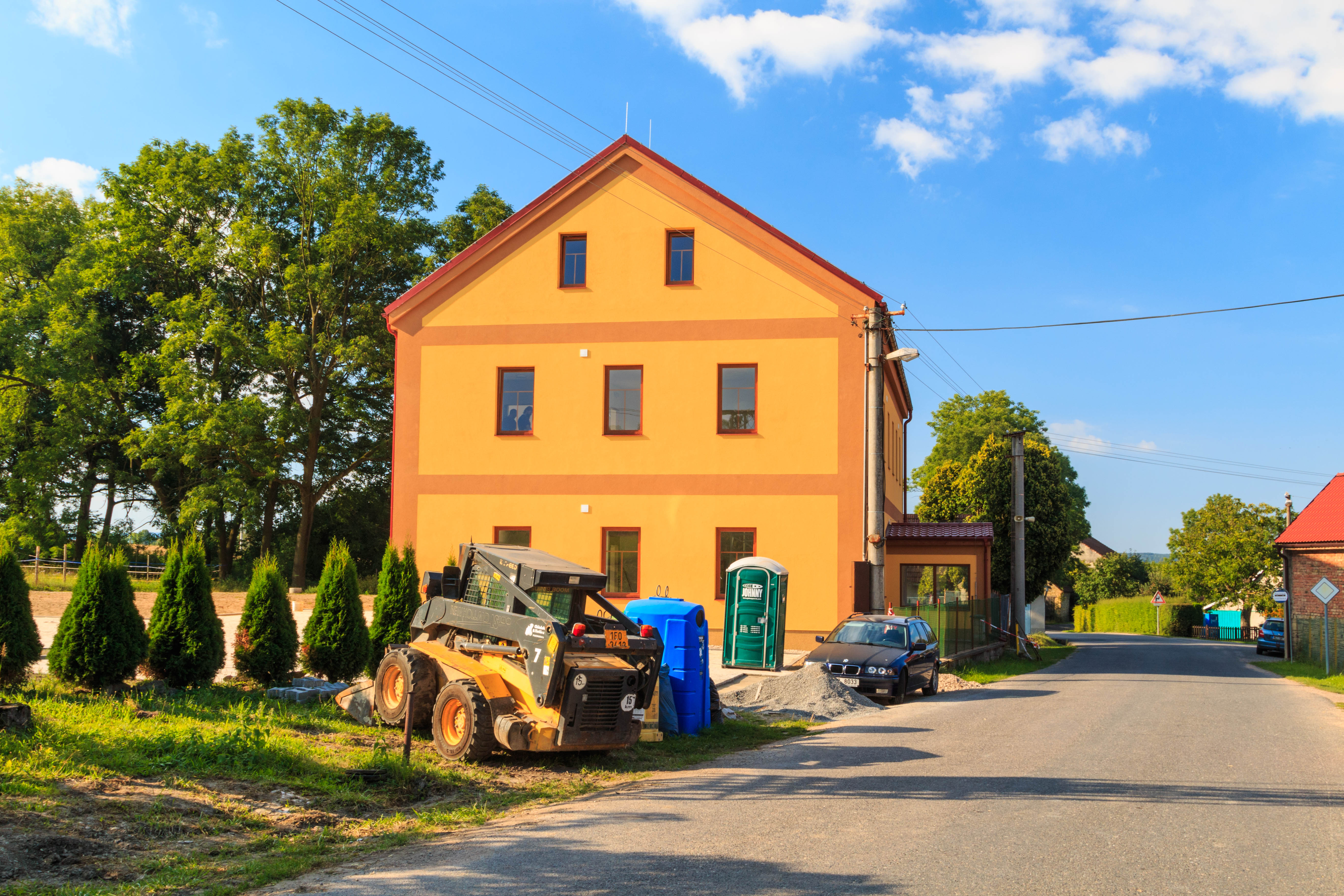
Dům čp. 10
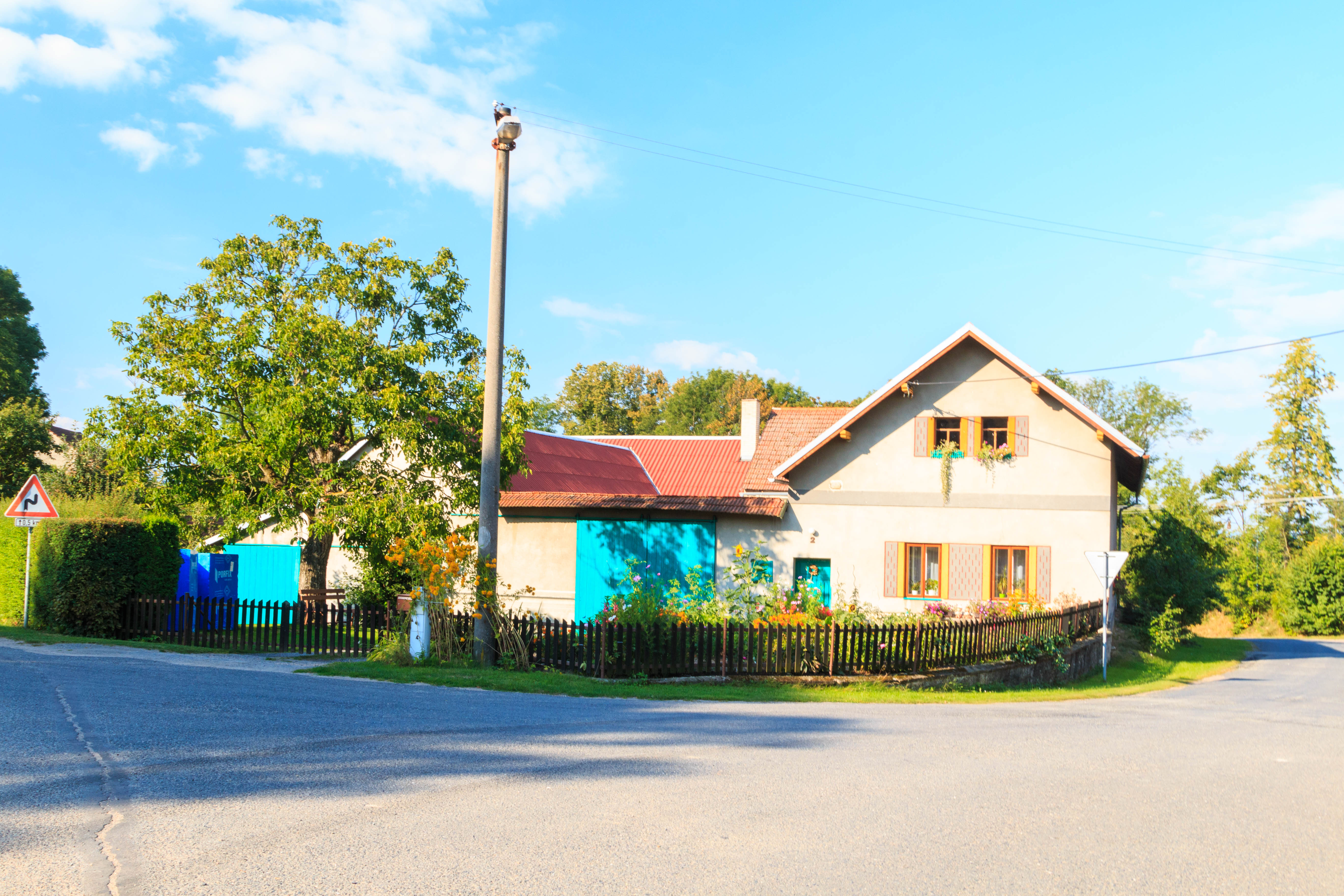
Dům čp. 2
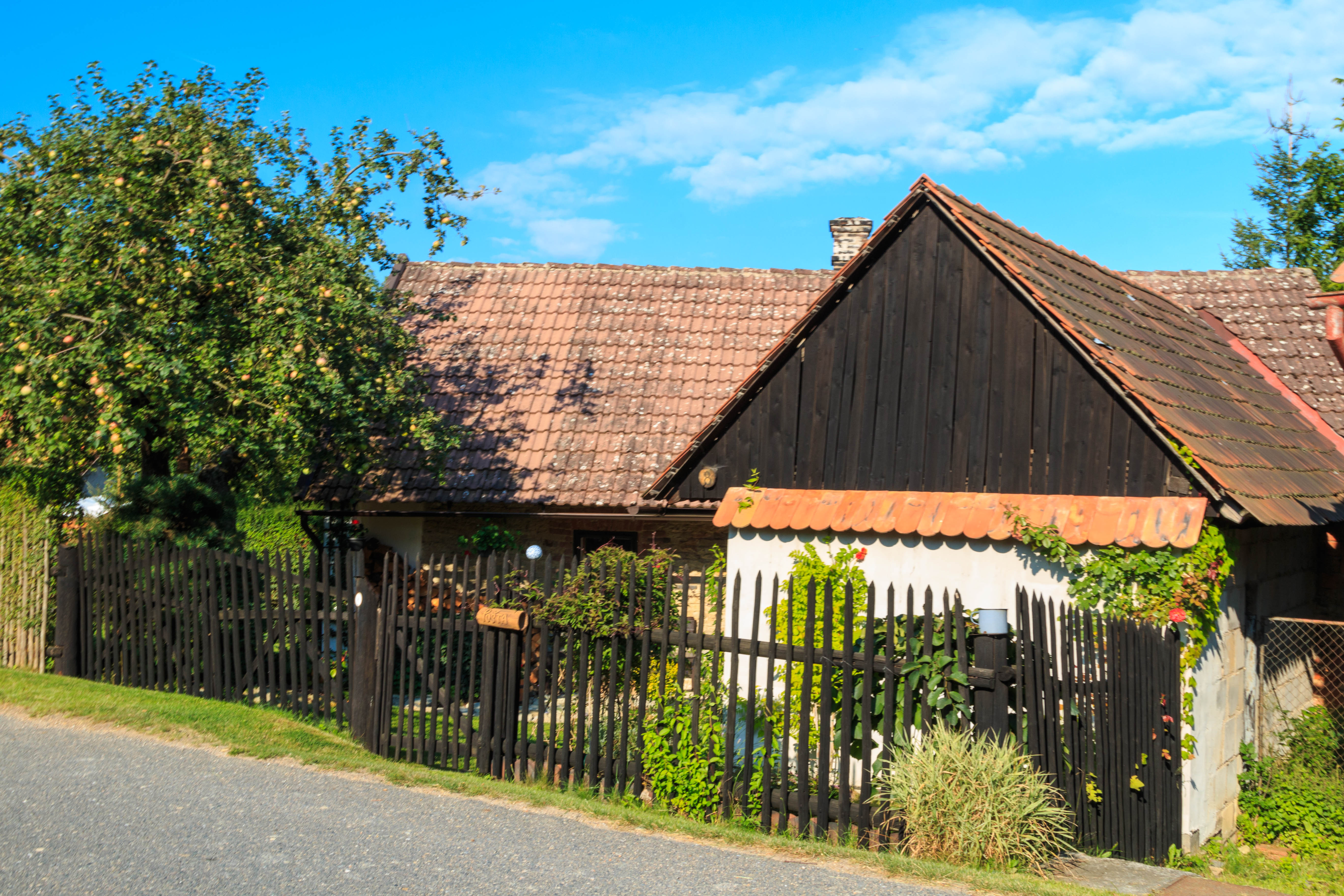
Dům čp. 8